# Майк Логан
Майк Логан — персонаж американского телесериала «Закон и порядок», полицейский детектив.

## Биография
Впервые Логан появляется в первом эпизоде телесериала «Закон и порядок». Он работает в «убойном» отделе полиции в Нью-Йорке, который специализируется в основном на убийствах, и он напарник детектива Макса Гриви. Биография Логана раскрывается по ходу сериала.
Он ирландец, по вероисповеданию католик. Его мать плохо с ним обращалась, была алкоголичкой, в отличие от отца, которого он обожал, но редко видел в детстве, и который тоже был алкоголиком. Ходил в католическую школу, но разочаровался в католицизме. Майк работал таксистом, чтобы оплатить колледж. У него была подружка которая забеременела от него и сделала аборт, вопреки его желанию. Майк Логан любит свою работу. 
В свободное время Логан ведет абсолютно беспорядочную половую жизнь и любит выпить. Ест в основном хот-доги и пиццу. Был напарником Макса Гриви. Гриви, опытный полицейский пытался образумить своего амбициозного и горячего напарника, пока его самого не убили в первом эпизоде второго сезона. Логан чуть не спятил когда пытался найти убийцу Гриви.
Его новым напарником стал Фил Серетта. С данным напарником Логан работал до тех пор, пока Серетта не вынужден был уйти из Убойного Отдела из-за полученного ранения, в третьем сезоне. Его третьим напарником стал Ленни Бриско. Логан был понижен в должности и переведен на Стэйтан Айленд в 23 эпизоде пятого сезона, после того, как ударил члена совета у здания суда. На этом закончилось участие Логана в сериала «Закон и порядок». Потом карьера Логана продолжилась в другом департаменте полиции Нью-Йорка. Об этом периоде жизни Логана показывается в сериале «Закон и порядок: Преступное намерение».